# Ключі (Кропивинський округ)
Ключі́ (рос. Ключи) — присілок у складі Кропивинського округу Кемеровської області, Росія.

## Населення
Населення — 340 осіб (2010; 471 у 2002).
Національний склад (станом на 2002 рік):
- росіяни — 89 %